# Emir Spahić
Emir Spahić (* 18. August 1980 in Dubrovnik, SFR Jugoslawien) ist ein ehemaliger bosnisch-herzegowinischer Fußballspieler. Er ist der derzeitige Sportdirektor der bosnisch-herzegowinischen Fußballnationalmannschaft.

## Karriere

### Vereine
Spahić begann seine Karriere beim FK Krajina Cazin, einem Verein im Nordwesten des heutigen Bosnien, und wechselte noch im Jugendalter zum zentralbosnischen Verein NK Čelik Zenica. 1999 führte ihn sein weiterer fußballerischer Werdegang in seine kroatische Geburtsstadt Dubrovnik zum unterklassigen Verein NK GOŠK Dubrovnik. Nach zwei Jahren verpflichtete ihn der Erstligist NK Zagreb, bevor er zum Jahresbeginn 2004 zum russischen Premjer-Liga-Club Schinnik Jaroslawl wechselte. Über die weitere Station Torpedo Moskau kam Spahić zum Jahresbeginn 2006 zu Lokomotive Moskau. Bei seinem neuen Arbeitgeber kam er nach einer schweren Verletzung nicht über die Rolle eines Reservisten hinaus. Anfang 2009 wurde Spahić nach einer Suspendierung in die zweite Mannschaft von Lokomotive Moskau versetzt. Der noch bis 2012 datierte Vertrag wurde im beiderseitigen Einvernehmen im März 2009 aufgelöst. Im Juli 2009 unterschrieb Spahić einen Einjahresvertrag beim HSC Montpellier, der um ein weiteres Jahr verlängert wurde. In der Saison 2010/11 wurde er nach einem Ellenbogencheck für sieben Spiele gesperrt, bis heute die längste Sperre in der Ligue 1. 2011 wechselte er in die spanische Primera División zum FC Sevilla. Ende Januar 2013 wurde Spahić an den russischen Erstligisten Anschi Machatschkala verliehen.
Zur Saison 2013/14 wurde er von Bayer 04 Leverkusen unter Vertrag genommen. Seine ersten beiden Tore für Leverkusen erzielte er am 20. April 2014 (31. Spieltag) beim Bundesligaspiel gegen den 1. FC Nürnberg. Am 12. April 2015, vier Tage nach dem mit 3:5 im Elfmeterschießen verlorenen DFB-Pokal-Viertelfinalspiel gegen den FC Bayern München, bei dem Spahić im Anschluss an das Spiel mehrere Stadionordner tätlich angegriffen und teilweise verletzt hatte, löste Bayer 04 Leverkusen den Vertrag mit sofortiger Wirkung auf.
Am 7. Juli 2015 unterschrieb Spahić einen Einjahresvertrag beim Hamburger SV. Sein erstes Ligaspiel für den HSV bestritt er am ersten Spieltag der Saison 2015/16 bei der 0:5-Auswärtsniederlage gegen den FC Bayern München. Spahić etablierte sich unter Bruno Labbadia in der Stammformation. Indes gelang dem HSV eine Leistungssteigerung und infolge von sechs Siegen in den folgenden 16 Partien landete man zur Winterpause auf dem zehnten Tabellenplatz. Ende Mai 2016 wurde seine Vertragslaufzeit um ein Jahr bis 2017 verlängert. Zu Beginn der Wintervorbereitung 2017 wurde Spahić vom neuen Trainer Markus Gisdol vom Trainings- und Spielbetrieb freigestellt und aus dem Kader gestrichen. Zudem wurde ihm eine Auflösung seines noch bis zum Saisonende gültigen Vertrages angeboten, die er allerdings nicht annahm. Ende Januar klagte Spahić beim Arbeitsgericht Hamburg auf Wiedereingliederung ins Mannschaftstraining per einstweiliger Verfügung. Am 31. Januar einigten sich Spahić und der HSV außergerichtlich auf eine Vertragsauflösung.

### Nationalmannschaft
Spahić debütierte am 7. Juni 2003 in Craiova in der bosnisch-herzegowinischen A-Fußballnationalmannschaft. Beim EM-Qualifikationsspiel gegen Rumänien wurde er in der 72. Minute für Mirko Hrgović eingewechselt. Beim folgenden Qualifikationsspiel am 6. September 2003 in Zenica gegen Norwegen stand er erstmals in der Startaufstellung. Sein erstes Tor für Bosnien-Herzegowina schoss er am 28. Februar 2006 beim in Dortmund ausgetragenen Freundschaftsspiel gegen Japan.
Am 7. Mai 2014 wurde Spahić vom bosnischen Trainer Safet Sušić in den Kader der Nationalmannschaft für die Weltmeisterschaft 2014 berufen. Angeführt von Mannschaftskapitän Spahić erreichte Bosnien-Herzegowina am 25. Juni 2014 mit dem 3:1 gegen den Iran den ersten Sieg in seiner WM-Geschichte. Zum Zeitpunkt dieses letzten Vorrundenspiels hatten jedoch beide Mannschaften keine Chance mehr auf ein Weiterkommen hinter den in ihrer Gruppe bereits qualifizierten Teams Argentiniens und Nigerias.
Im August 2014, kurz vor seinem 34. Geburtstag, erklärte Spahić seinen Rücktritt aus der Nationalmannschaft. Trotz dieses Rücktritts wurde er im September 2014 von Nationaltrainer Sušić für die im Oktober stattfindenden Europameisterschafts-Qualifikationsspiele in Wales und gegen Belgien nominiert. Spahić kam dieser Nominierung in Absprache mit Bayer 04 Leverkusen nach, auch um einer zuvor im Falle Franck Ribérys von UEFA-Präsident Michel Platini ins Spiel gebrachten Sperre von drei Spielen im Verein bei einer Verweigerung zu entgehen. Spahić verletzte sich allerdings in der Vorbereitung auf das Spiel gegen Wales, sodass er bei keinem der beiden Spiele mitwirken konnte. Am 16. November 2014 schließlich gab er sein Comeback in der Nationalmannschaft bei der 0:3-Niederlage seiner Mannschaft gegen Israel in Haifa. Nachdem es weitere Irritationen um seine Zukunft in der Nationalmannschaft gab – Sušić wurde nach der Niederlage in Israel entlassen, Spahić erklärte aufgrund dessen wiederum seinen Rücktritt, wurde aber unter dem neuen Nationaltrainer Mehmed Baždarević für die Spiele in Andorra und Österreich im März 2015 nominiert, in denen er auch jeweils in der Startformation stand. Emir Spahić beendete seine Nationalmannschaftskarriere am 28. Mai 2018 im Freundschaftsspiel gegen Montenegro.

## Kontroversen
Am 3. Juni 2010 ohrfeigte Spahić während eines Länderspiels der bosnischen Nationalmannschaft im Frankfurter Waldstadion gegen Deutschland den deutschen Spieler Marko Marin. Diese Tätlichkeit blieb jedoch ungeahndet.
Am 8. April 2015 griff Spahić nach dem Spiel seines damaligen Klubs Bayer 04 Leverkusen im Viertelfinale des DFB-Pokals gegen den FC Bayern München mehrere Ordner tätlich an, einige wurden verletzt. Der DFB verhängte eine Geldstrafe in Höhe von 20.000 Euro und sperrte Spahić für drei Monate. Zudem wurde ein Verfahren wegen Körperverletzung von der Staatsanwaltschaft gegen Spahić eingeleitet. Dieses wurde Ende Oktober 2015 gegen eine Geldstrafe in Höhe von 75.000 Euro, die Flüchtlingsorganisationen zugutekommen sollen, und Zahlung von Schmerzensgeldern in der Gesamthöhe von 3.500 Euro für drei Geschädigte eingestellt.